# Good Things End
Good Things End ist eine vierköpfige niederländische Rockband. Sie wurde 2002 von den Brüdern Iwan, Cyriel und Dave Schiphorst ins Leben gerufen. Frontsängerin ist deren Schwester Collette.

## Geschichte
Die ersten Jahre trat die Band lediglich auf lokalen Bühnen auf. Anfang 2007 wurden sie in den Niederlanden jedoch landesweit bekannt, als der Radiosender 3FM sie in Serious Talent, seiner Show für unentdeckte Nachwuchsbands, vorstellte. Die Band erhielt das Angebot, die Single neu einzuspielen. Nach ihrer Veröffentlichung gelang ihr im Februar 2007 der Sprung in die niederländischen Top 40.

## Diskografie
Alben
- 2008: Out of Nowhere (Pummel Records)

Singles
- 2006: I Know (Pummel Records)
- 2007: End of Story (CNR Music)
- 2008: Right or Wrong (CNR Music)
- 2011: Within Her Arms (Pummel Records)